# 小行星4574
小行星4574（英語：4574 Yoshinaka）是一颗围绕太阳公转的小行星。1986年12月20日，新島恒男、浦田武在尾島町发现了此天体，以源義仲（Yoshinaka）命名。
这颗小行星的绝对星等为105.65685等。